# Julia Liedberg
Julia Henrietta Euphrosyne Liedberg, född Widerberg 1824 i Stockholm, död 24 januari 1847, var en svensk operasångare (sopran).
Julia Liedberg antogs som elev vid Dramatens elevskola 1840. Hon debuterade på Operan den 26 januari 1840 som en av genierna i Trollflöjten. Anna i Friskytten blev hennes genombrott den 3 oktober 1841. Bland övriga roller fanns Susanna i Figaros bröllop och Angelina (Adéle) i Aubers Den svarta dominon. Hon ansågs vara en medfödd talang; rösten beskrivs som svag, men mjuk och vacker, och agerandet som blygsamt och oskuldsfullt.
Hon beskrevs som: 
”en älsklig stjerna, fast icke af allra första ordningen, på vår sånghimmel, lyste och försvann som en meteor äfven hon, men lefver i kärt och rent minne hos alla dem, som sågo, hörde och kände henne. Hon var en af den ryktbara Henriettes många döttrar och hade af henne ärft endast hennes vackra egenskaper, fägringen och rösten, likväl båda i ringare grad, än modern egt dem. Hennes stämma hade en ljuf alt-timbre, var ej stor i någon betydelse, men ren och klangfull samt behandlades af sångerskan med känsla och förstånd. Hon vann stort och fortjent bifall i de gamla Mozartska operorna och Webers »Friskytten». Gift med en Lindberg i kapellet, dog hon efter ett par år af hektik, sedan hon, såsom vanligt i denna sjukdom, en längre tid varit otjenstbar.”
Hon var dotter till Henriette Widerberg och gift med violinisten F. W. Liedberg.